# تيموثي شيريوت
تيموثي تشيرويوت (من مواليد 20 نوفمبر 1995) هو عداء كيني المسافات المتوسطة متخصص في 1500 متر، حصل الميدالية الفضية في الألعاب الأولمبية الصيفية 2020 وهو ثامن أسرع رياضي على الإطلاق في هذه المسافة. كما حصل الميدالية الفضية في 2017 في لندن، والميدالية الذهبية في 2019 في الدوحة، حصل على الميدالية الفضية في حدثه المتخصص في ألعاب الكومنولث 2018 وألعاب الكومنولث 2022، كما أنه حائز على الميدالية الفضية في بطولة أفريقيا مرتين من 2016، 2018. فاز تشيريوت بلقب 1500 متر في دوري الماس في أربع مناسبات عام 2017، 2018، 2019، 2021.

## روابط خارجية
- تيموثي شيريوت في اللجنة الأولمبية الدولية
- تيموثي شيريوت في موقع أوليمبيديا